# Estructura de aeronave

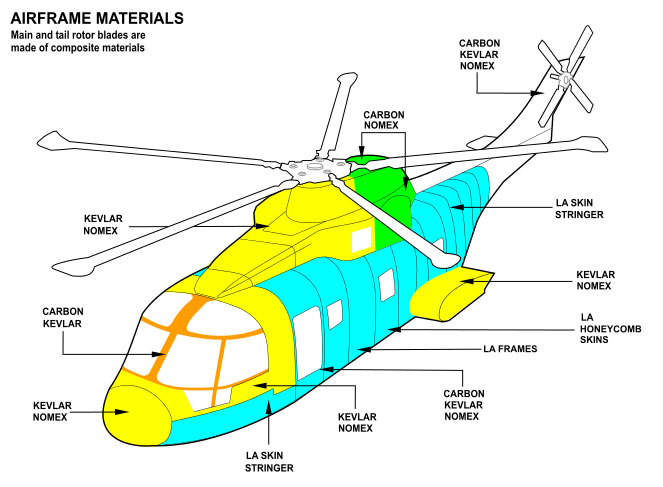
Diagrama de la estructura de un helicóptero AgustaWestland AW101.

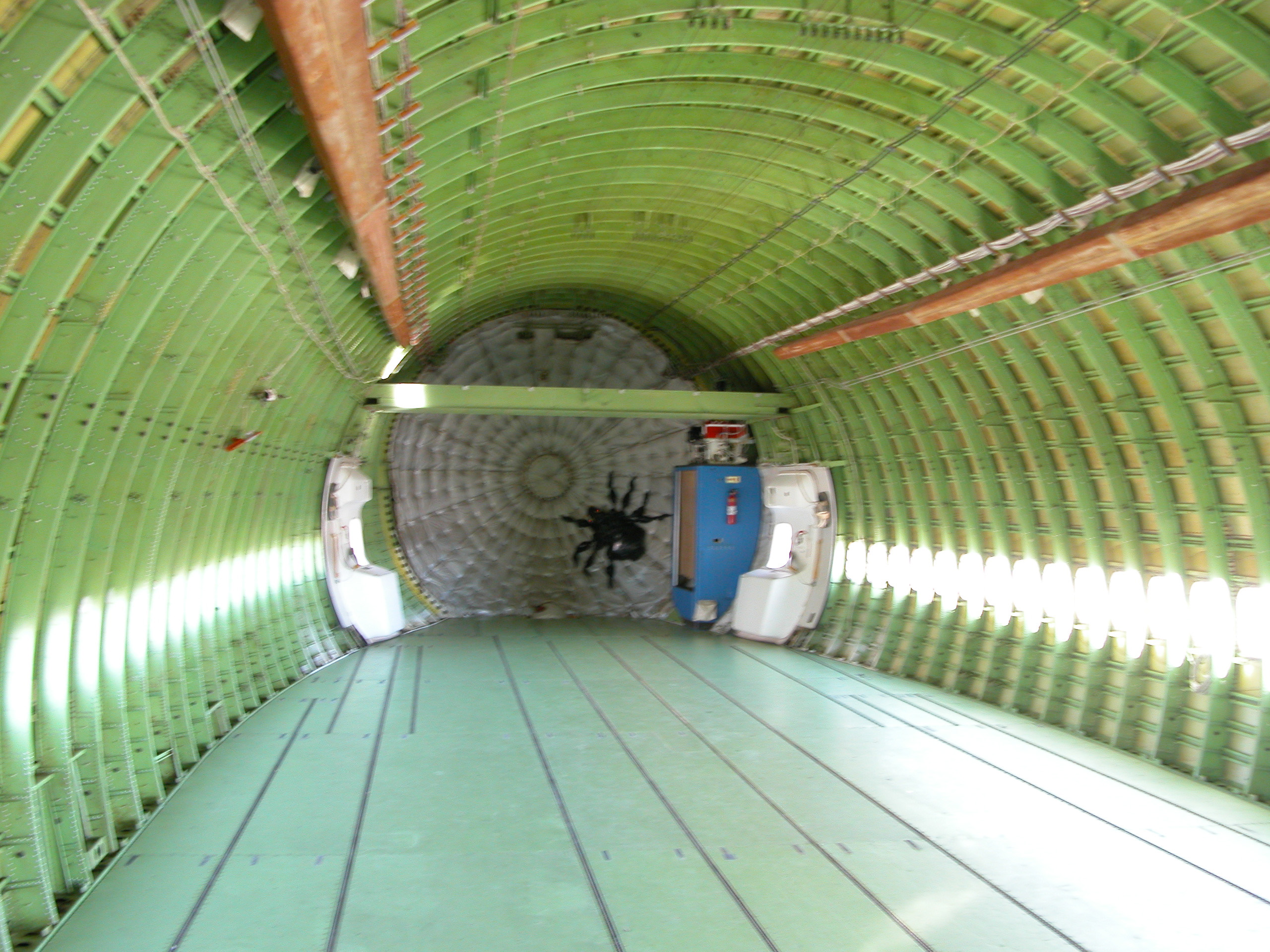
Interior de la estructura de un Boeing 747.

En aeronáutica, el término en inglés Airframe se refiere a la aeronave, la cual contiene: el fuselaje, las bombas, las barquillas, las cubiertas de los motores, las superficies aerodinámicas (incluidos los rotores pero excluyendo las hélices y las aspas giratorias de los motores), el tren de aterrizaje, sus accesorios y controles; el término Structure se refiere a la estructura (el fuselaje y la estructura metálica o de materiales compuestos); y Fuselage se refiere al fuselaje, el cuerpo de la aeronave, o el componente principal de la estructura de una aeronave.  Los pasajeros y la tripulación son ubicados dentro del fuselaje, y las alas y el empenaje unidas a este. En los aviones de motor más simple, los motores y los trenes de aterrizaje se unen al fuselaje (largueros, larguerillos, mamparos, costillas, entre otros elementos). El diseño del grupo estructural de una aeronave es un campo de la ingeniería que combina aerodinámica, tecnología de materiales y métodos de fabricación para lograr una buena relación en cuanto a rendimiento, fiabilidad y coste.